# 20278 Цілейхан
20278 Цілейхан (20278 Qileihang) — астероїд головного поясу, відкритий 20 березня 1998 року.
Тіссеранів параметр щодо Юпітера — 3,494.